# فيضان تاونسفيل
فيضان تاونسفيل دفعت الفيضانات الاستثنائية في مدينة تاونسفيل بأستراليا سنة 2019، وحولت فيضانات غير مسبوقة منذ قرن في غرق الشوارع في مدينة تاونسفيل في ولاية كوينزلاند بينما أغلقت الطرقات بفعل الفيضانات. وتم إخلاء مدينة تاونسفيل لسوء الأحوال الجوية.